# جون نيكولاس (لاعب هوكي الجليد)
جون نيكولاس (بالإنجليزية: John Nicholas)‏ هو لاعب هوكي الجليد أسترالي، ولد في 2 مايو 1936.

## وصلات خارجية
- جون نيكولاس على موقع اللجنة الأولمبية الدولية (الإنجليزية)
- جون نيكولاس على موقع أوليمبيديا (الإنجليزية)